# Pierre Borel (Musiker)

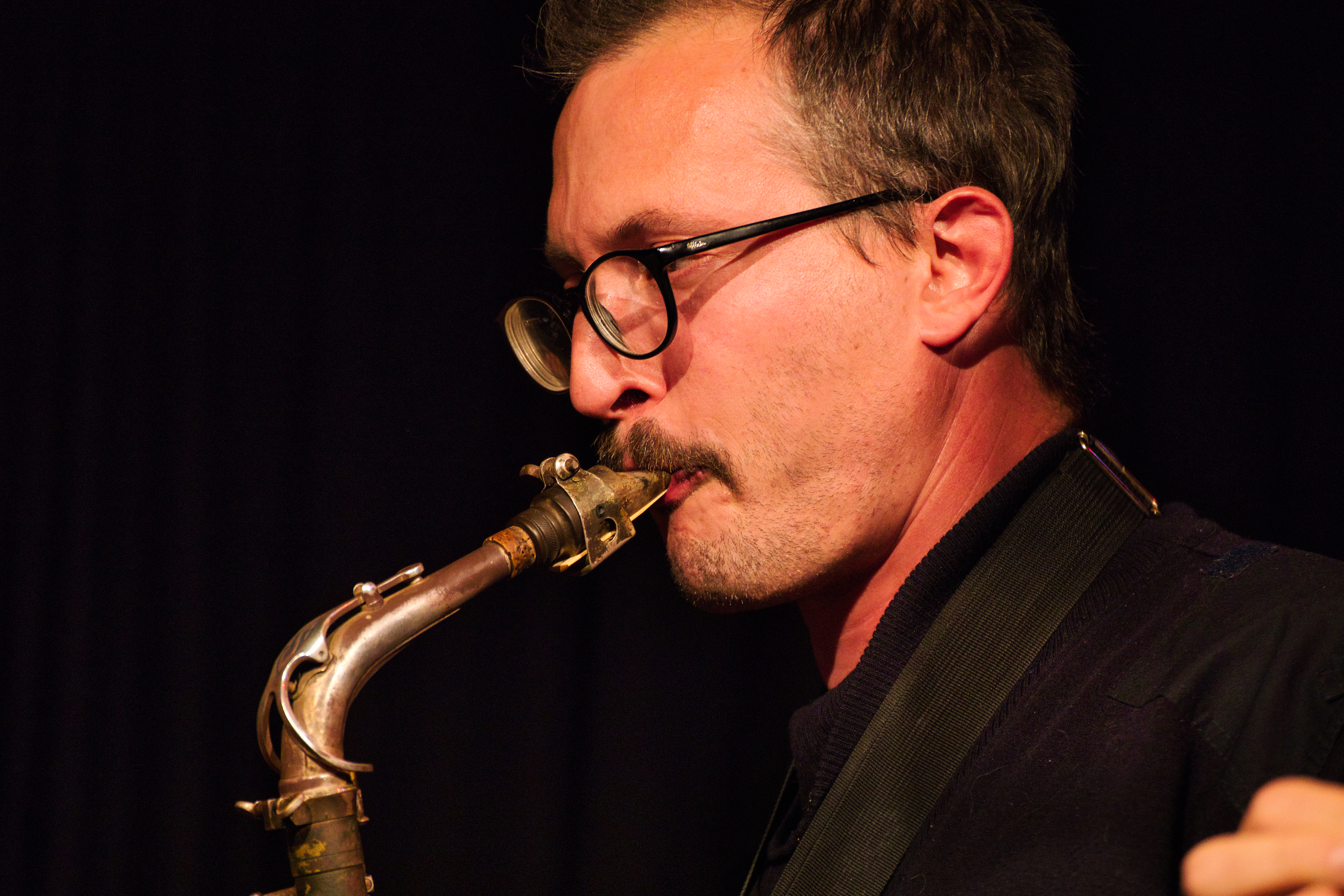
Pierre Borel mit dem Quartett Die Hochstapler im Club W71 (Weikersheim 2021)

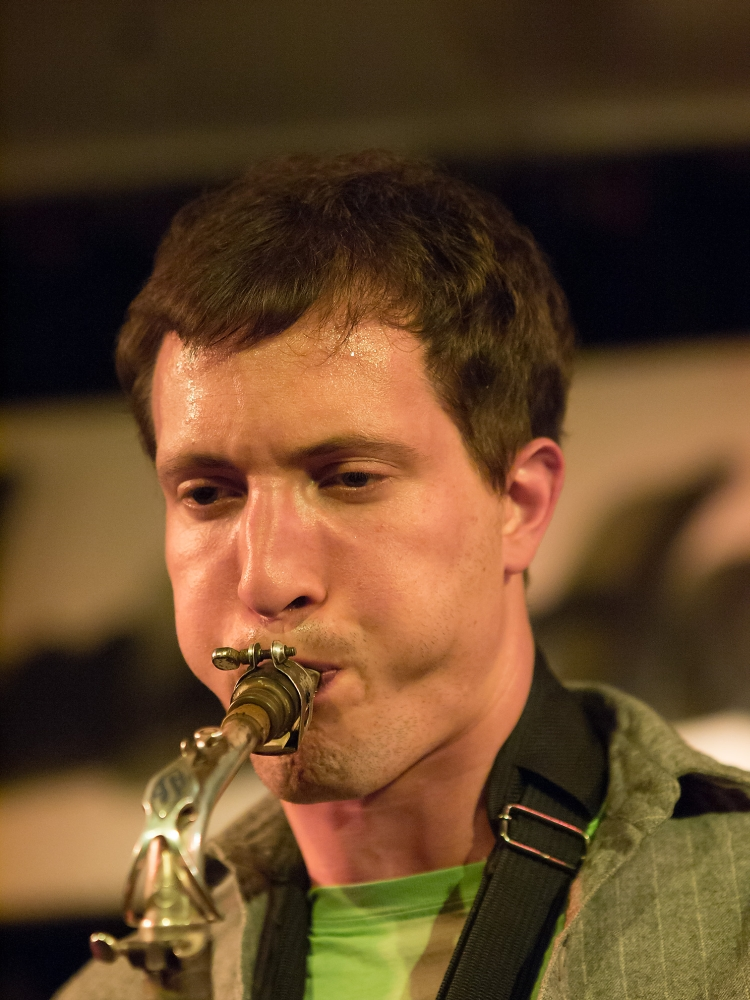
Pierre Borel im Jazzclub Unterfahrt (München 2013)

Pierre Borel (* 1987 in Paris) ist ein französischer Jazz- und Improvisationsmusiker (Saxophon, Klarinette) und Komponist.

## Wirken
Pierre Borel arbeitet im Bereich der improvisierten und experimentellen Musik. Sein Saxophonstudium (Klassik und Jazz), das er in Paris begann, setzte er ab 2006 in Berlin fort. 2008 erwarb er den Master am Jazz-Institut Berlin und studierte anschließend Philosophie in Paris. Mit Florian Bergmann und Hannes Lingens gründete er 2009 das Umlaut Berlin Festival; außerdem ist er Mitglied des Musikerkollektivs Umlaut, mit dem er drei Alben einspielte. 2011 trat er mit Johnny Chang (Violine) und Derek Shirley (Bass) auf dem Umlaut-Festival in Paris auf. Borel gehört zu Christian Lillingers Grund und hat mit diesem Septett bis 2018 drei Alben veröffentlicht. Außerdem arbeitet er mit Tobias Delius, Sebastian Gramss, Joel Grip, Tetuzi Akiyama, Christof Kurzmann, Didier Lasserre, Madoka Kouno und Christian Marien. Mit Hannes Lingens, Antonio Borghini und Louis Laurain gründete er das Quartett Die Hochstapler, das drei Alben vorlegte, The Braxtornette Project (2013), Play(s) the Music of Alvin P. Buckley (2015) und The Quick Brown Fox Jumps over the Lazy Dog (2018).

## Diskographische Hinweise
- Transit Room: Gordon Pym (Double Moon Records, 2010)
- OBLIQ + Christof Kurzmann / Eve Risser + Joris Rühl: Split (Umlaut Records, 2010)
- Christian Lillinger’s Grund: Second Reason (Clean Feed Records, 2013)
- Sebastian Gramss States of Play Out & About (Rent a Dog, 2018)
- Axel Dörner, Mia Dyberg, Pierre Borel, Ernesto Rodrigues, Tristan Honsinger, Guilherme Rodrigues Laura (Creative Sources, 2018)
- Die Hochstapler: The Quick Brown Fox Jumps Over the Lazy Dog (Umlaut, 2019), mit Louis Laurain, Antonio Borghini, Hannes Lingens
- Die Hochstapler: Within (Umlaut Records, 2022)
- Umlaut Big Band: The King of Bungle Bar (2023)
- Lumpeks: Polonez (2024)